# Ovčáry (Mělníki járás)
Ovčáry település Csehországban, a Mělníki járásban. Ovčáry Dřísy, Křenek, Všetaty, Tišice, Nedomice és Kostelec nad Labem településekkel határos. Lakosainak száma 514 fő (2024. január 1.).

## Népesség
A település lakosságának változását az alábbi diagram mutatja:
| Lakosok száma | 355  | 439  | 587  | 542  | 445  | 418  | 500  | 508  | 519  | 514  |
|               | 1869 | 1890 | 1921 | 1950 | 1980 | 2001 | 2017 | 2019 | 2022 | 2024 |